# Snow Sessions
Snow Sessions è il primo EP del gruppo musicale australiano Hands Like Houses, pubblicato il 1º maggio 2012 indipendentemente.
Consiste in 4 tracce tratte dall'album di debutto della band Ground Dweller e suonate in una nuova versione semi acustica.

## Tracce
Testi e musiche degli Hands Like Houses.
1. Act Normal – 3:26
2. This Ain't No Place for Animals – 3:37
3. Lion Skin – 4:19
4. The Sower – 3:12

## Formazione
- Trenton Woodley – voce
- Matt "Coops" Cooper – chitarra elettrica
- Alexander Pearson – chitarra acustica, cori
- Joel Tyrrell – basso, chitarra acustica, cori
- Jamal Sabet – tastiera
- Matt Parkitney – batteria, percussioni